# Crissé
Crissé är en kommun i departementet Sarthe i regionen Pays de la Loire i nordvästra Frankrike. Kommunen ligger i kantonen Sillé-le-Guillaume som tillhör arrondissementet Mamers. År 2022 hade Crissé 544 invånare.

## Befolkningsutveckling
Antalet invånare i kommunen Crissé
| Referens: INSEE |